# Villard de Honnecourt

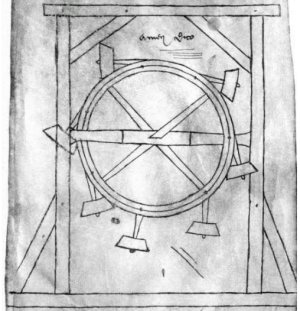
Perpetuum Mobile Villard de Honnecourt vázlatai között (1230 körül)

Villard de Honnecourt (névváltozatai: Wilars dehonecort, Vilars de Honecourt) észak-franciaországi származású 13. századi építész, a középkori művészet egyik kiemelkedő alakja. Valószínűleg 1200 és 1270 között élt.[forrás?]

## Pályafutása
Hírnevét annak köszönheti, hogy fennmaradt egy 33 pergamenből álló vázlatgyűjteménye, mely több mint 250 rajzát őrizte meg. Maga a vázlatgyűjtemény rendkívül sok témát fog át, találunk személyeket ábrázoló, talán szobrászati célokat szolgáló vázlatokat, épületterveket, épületrajzokat, gépeket ábrázoló ábrákat. E sokszínűség miatt nehéz meghatározni, hogy mi is volt a gyűjtemény célja. 
Egyes elképzelések szerint nem mindegyik rajz Villard műve, hanem a későbbi századokban az ő könyvéből tanulók bővíthették a gyűjteményt, ugyanis maga Villard is egyfajta tankönyvnek szánta művét:
Villard de Honnecourt üdvözöl benneteket, és kéri mindazokat, akik azokkal az eszközökkel fognak dolgozni, melyek ebben a könyvben találhatók, hogy imádkozzanak lelkéért, és emlékezzenek meg róla. Mert ebben a könyvben nagy útmutatás található a kőművesség nagy mesterségéről és az ácsmesterség szerkezeteiről. És megtaláljátok a rajzolás mesterségét, a vonalakat, ahogyan ezt a geometria művészete megköveteli és tanítja.
A szerző életére szinte csak a vázlatgyűjteményből következtethetünk. Valószínűleg építész volt, de nincs jele annak, hogy akárhol is részt vett volna építési vagy tervezési munkákban. Műve azonban értékes forrás a laoni katedrális, és a reimsi katedrális építésére nézve.
Villard büszkén számol be arról, hogy megfordult Magyarországon is, ahol sok napot töltött:
20. lap. Lássátok itt az egyik reimsi ablakkeret formáját a hajó szakaszaiból, olyat, amilyenek két pillér között vannak. Amikor ezt lerajzoltam, mert ezt szerettem leginkább,[280] Magyarország földjére küldtek.
Kutatók úgy vélik, hogy ezen útja során küldöttként járt el és, hogy azért jött Magyarországra, hogy az épülő cambrai-i katedrálishoz egy 
Szent Erzsébet-relikviát szerezzen. Maga Szent Erzsébet ugyanis adományt ajánlott föl a katedrális építésére, és a cambrai-i káptalan ezért egy kápolnát szándékozott Erzsébetnek ajánlani hálából az épülő katedrálisban. 
A vázlatgyűjtemény mechanikus szerkezeteket ábrázoló rajzai közül kiemelkedik egy perpetuum mobile, egy vízierővel hajtott fűrész, néhány önműködő gép, emelőszerkezetek, harci eszközök (hajítógépek). Sok anatómiai és geometriai vázlatot is hátrahagyott. 
Villard-t sokszínű érdeklődése miatt gyakran Leonardo da Vincihez hasonlítják, aki hasonlóan sok területen hagyott hátra rajzokat.

## Fordítás
- Ez a szócikk részben vagy egészben  a   Villard de Honnecourt című angol Wikipédia-szócikk ezen változatának fordításán alapul.  Az eredeti cikk szerkesztőit annak laptörténete sorolja fel. Ez a jelzés csupán a megfogalmazás eredetét és a szerzői jogokat jelzi, nem szolgál a cikkben szereplő információk forrásmegjelöléseként.